# John Bernard Russell
John Bernard Russell, kanadski letalski častnik, vojaški pilot in letalski as, * 5. junij 1894, Pictou, Nova Scotia, † 1960.
Podporočnik Russell je v svoji vojaški službi dosegel 5 zračnih zmag.

## Odlikovanja
- Distinguished Flying Cross (DFC)